# 池田忠夫
池田 忠夫（いけだ ただお、1911年9月30日 -  1999年4月9日）は、日本の俳優、声優。東京府千駄ヶ谷町原宿出身。

## 人物・略歴
文化学院本科文学部卒業。
劇団創作座、新協劇団、劇団現代座（代表）、劇団新劇場、A&Aプロ、天知プロダクション、北央プロに所属していた。

## 出演作品

### テレビドラマ
- 新吾十番勝負（1958年）
- NECサンデー劇場 第18回「兄とその妹」（1960年）
- 特別機動捜査隊（1961年）
- 判決（1962年）
- 第7の男（1964年）
- 人形佐七捕物帳 第20話「女難剣難」（1965年）
- ウルトラシリーズ
  - ウルトラマン（1966年、TBS / 円谷プロ）
    - 第9話「電光石火作戦」 - 宇波里町復旧工事責任者
    - 第16話「科特隊宇宙へ」 - 毛利博士

  - 帰ってきたウルトラマン 第28話「ウルトラ特攻大作戦」（1971年） - 民家の主人
- 君の名は（1966年）
- 快獣ブースカ 第15話「バラサで行こう!」（1967年、NTV / 円谷プロ） - 親分
- 三匹の侍
  - 第4シリーズ 第20話「京十郎祭り囃子」（1967年） - 加助
  - 第6シリーズ 第6話「地獄を見た」（1968年） - 星野屋長兵衛
- 怪奇大作戦 第14話「オヤスミナサイ」（1968年）（長野県警刑事）
- 無用ノ介 第15話「天にさけぶ無用ノ介」（1969年）
- 鬼平犯科帳 （NET / 東宝）
  - 第1シリーズ 第16話「駿州宇津谷峠」（1970年）- 久蔵
  - 第1シリーズ 第32話「まじめの新助」（1970年）- 文挟の友吉
  - 第2シリーズ 第13話「雨乞い庄右衛門」（1971年） - 鷺田の半兵衛
- 徳川おんな絵巻（1970年） - 篠原仲兵衛
- 仮面ライダーシリーズ（MBS / 東映）
  - 仮面ライダー 第45話「怪人ナメクジラのガス爆発作戦」（1971年） - 矢島博士[注釈 1]
  - 仮面ライダーV3 第7話「ライダーV3 怒りの特訓」、第8話「危しV3！ 迫る電気ノコギリの恐怖」（1973年） - 河井博士
- 火曜日の女シリーズ 花は見ていた（1971年、NTV / ユニオン映画）
- 軍兵衛目安箱 第24話「海を渡ってきた」（1971年） - 熊蔵
- 一心太助 (テレビドラマ)（1971年、CX）
- 刑事くん（1971年）
- 大忠臣蔵（1971年） - 鴨坂伴内、源十
- 大岡越前
  - 第3部 第19話「私は泣かない」（1972年） - 瓶屋
  - 第4部 第6話「黒い影」（1974年） - 濱屋久右衛門
- ファイヤーマン 第22話「来たぞ！変身宇宙人」（1973年、NTV / 円谷プロ） - ほら吹き爺さん
- ロボット刑事 第13話「悪魔の煙に気をつけろ!」（1973年、CX / 東映） - 坂井社長
- 大江戸捜査網
  - 第54話「花吹雪いのち子守唄!」（1972年） - 奥州屋甚兵衛
  - 第73話「血煙代官屋敷」（1972年） - 高橋庄太夫
  - 第82話「凧に恋風江戸の空」（1972年） - 高麗屋孫兵衛
  - 第100話「命を贈った男」（1973年） - 伊兵衛
  - 第112話「十手は殺しの免許状」（1973年）  - 黒松の親分
  - 第224話「殺しの夜明け」（1976年） - 藤五郎
- 必殺シリーズ (ABC / 松竹)
  - 必殺仕掛人 第22話「大荷物小荷物仕掛けの手伝い」（1973年）- 唐津屋伝兵衛
  - 必殺仕置人
    - 第8話「力をかわす露の草」（1973年、朝日放送 / 松竹） - 佐助
    - 第23話「無理を通して殺された」- 代貸・乙松

  - 助け人走る 第18話「放蕩大始末」（1974年） - 浦部辰蔵
  - 暗闇仕留人 第2話「試して候」（1974年） - 弥三郎
- 荒野の素浪人 第60話「挟撃 錬金の秘法」（1973年）
- ジキルとハイド 第3話「殺意の群れ」（1973年）
- ファイヤーマン 第22話「来たぞ！変身宇宙人」（1973年、NTV / 円谷プロ） - ほら吹き爺さん
- 銭形平次 第417話「無頼の兄」（1974年、CX / 東映） - 弁天の辰蔵
- 伝七捕物帳 第74話「嘘と真実は紙ひとえ」 （1975年、NTV）-辰三
- プレイガールQ 第69話「寝乱れた東京エマニエル夫人」（1976年、東京12ch / 東映） - 伍作

### 映画
- 太平洋の鷲（1953年） - 通信参謀[7]
- ウルトラマン怪獣大決戦（1979年） - 毛利博士

### 舞台
- 敦煌

### 吹き替え

#### 映画
- カーツーム（グラッドストン首相〈ラルフ・リチャードソン〉）※NETテレビ版
- 十二人の怒れる男（陪審員10番〈エド・ベグリー〉）※テレビ朝日版
- 戦艦バウンティ（ブライ艦長〈トレヴァー・ハワード〉）
- 大列車作戦（フランツ・フォン・ヴァルトハイム大佐〈ポール・スコフィールド〉）
- 砦のガンベルト（スチュアート・バロア大佐〈ジョン・ミルズ〉）
- 博士の異常な愛情（バック・タージドソン将軍〈ジョージ・C・スコット〉）※テレビ朝日版（デラックスエディションBlu-ray収録）
- 北京の55日

#### ドラマ
- FBIアメリカ連邦警察（#18 オーバリー社長〈ポール・フィックス) 、#24 メル・オリン〈エド・ベグリー〉）
- 宇宙大作戦 地底怪獣ホルタ（バンデルベルグ）
- コンバット!
- スパイ大作戦
  - 暗殺者“レディキラー”（シテメンコ大佐）
  - シンジケートをばらせ（ヴィトー・カルーソ）
  - 甘きマイクロ回路（センコ・ブロービン）
  - 二重スパイをでっちあげろ!（ヤトコフ大佐）
- 0011ナポレオン・ソロ（タートニアン）
- 電撃スパイ作戦（アンベルト〈ジョン・ベイリー〉）
- 逃亡者（フレッド・ジョンソン、#4 ジェラードの上司の部長、#10 デイビーの父）
- 特攻ギャリソン・ゴリラ（#14 オスカー・メナン〈レイ・ウォルストン〉）
- ミステリーゾーン（ファーウェル[8]）

#### 人形劇
- 宇宙船XL-5（ゼロ司令官〈2代目〉）
- 海底大戦争 スティングレイ 海底火山大爆発（キンカク）
- サンダーバード 超音ジェット機レッドアロー（ティム・ケーシー大佐）

### ラジオ
- 紅孔雀
- 笛吹童子
- 灰色の部屋 緑衣の鬼
- 敦煌